# بيبيانا كاماتشو
بيبيانا كاماتشو (بالإسبانية: Bibiana Camacho)‏ هي كاتِبة مكسيكية، ولدت في 1974.